# Allodapula guillarmodi
Allodapula guillarmodi is een vliesvleugelig insect uit de familie bijen en hommels (Apidae). De wetenschappelijke naam van de soort is voor het eerst geldig gepubliceerd in 1970 door Michener.